# Imams cachés (ismaélisme)
Un imam ismaélien caché (mastûr) (on dit aussi imam ismaélien occulté) était un imam qui n'était pas visible du public, mais qui était vivant et pouvait donner ses directives à la communauté à l'aide de missionnaires (dâ`is).
L'occultation (ghayba) est une croyance des musulmans chiites.

## Sources
Les sources sur cette période de l'ismaélisme sont assez discordantes. Les sources ismaéliennes semblent s'accorder sur quatre imams cachés entre Ismâ`il ben Ja`far as-Sâdiq et `Ubayd Allâh al-Mahdî, les noms varient quelque peu : par exemple celui qui est surnommé « al-Wafî » est tantôt le deuxième tantôt le troisième de ces imams. Les ismaéliens expliquent ces discordances par le fait même que ces imams devaient se cacher et employer des pseudonymes pour échapper aux poursuites des califes abbassides. Le récit ci-dessus est une compilation de quelques sources ismaéliennes.
Ibn Khaldûn quant à lui ne cite que trois noms, il s'agit d'une source sunnite, adversaire des ismaéliens :
1. Muhammad ben Ismâ`il[1] dit al-Maktûm[2] (secret ; silencieux)[3].
2. Ja`far al-Musaddiq[4] (le véridique)[5].
3. Muhammad al-Habîb[6] (le bien-aimé)[5] son successeur est Ubayd Allâh al-Mahdî.

## Les quatre imams (775-881)
D'après les ismaéliens cette période comprend quatre imams cachés.

### Muhammad ben Ismâ`il (775-813)
Muhammad ben Ismâ`il 
ou Muhammad al-Maktûm est né en 740. Son père Ismâ`il ben Ja`far est mort selon les diverses traditions soit en 763, soit en 775, soit encore il n'est pas mort mais occulté. La tradition ismaélienne semble préférer la date de 775 qui est donc la date admise de prise du pouvoir comme imâm ismaélien de Muhammad ben Ismâ`il. Il est mort en 813.

#### Biographie
Muhammad ben Ismâ`il a vécu 24 ans auprès de son grand-père Ja`far as-Sâdiq et encore 10 ans avec sa famille à Médine. Pendant tout ce temps il se tint coi jusqu'au décès de son grand-père en 765.
De Médine il envoyait ses missionnaires non seulement pour prêcher l'ismaélisme mais aussi pour rechercher un pays où il pourrait se mettre à l'abri de la menace abbasside. Lorsque Hârûn ar-Râshid eut des informations à son sujet, il envoya des émissaires pour l'arrêter. Muhammad ben Ismâ`il parvint à s'enfuir grâce un souterrain qu'il avait fait aménager à cet effet.
En 799, son oncle Mûsâ al-Kâzim, reconnu par les duodécimains comme leur imâm, est emprisonné et empoisonné dans sa prison.
Durant sa fuite Muhammad ben Ismâ`il était accompagné d'un certain Maymûn al-Qaddah (Maymûn le flamboyant), à moins que ce nom ne soit que le pseudonyme utilisé par Muhammad ben Ismâ`il dans ses déplacements. Dans les deux cas celui qui parlait au nom de Muhammad ben Ismâ`il se faisait appeler Maymûn al-Qaddâh.
En admettant l'hypothèse de deux personnages, Muhammad ben Ismâ`il aurait eu un fils appelé `Abd Allâh al-Wâfî en 828 et Maymûn al-Qaddâh aurait eu un fils appelé lui aussi `Abd Allâh. Si bien que les deux personnages se cachaient derrière leurs homonymes. Cette possible confusion, voire cet échange des rôles a servi aux abbassides pour jeter le discrédit sur l'origine alide des califes fatimides en 1010. Cette période de vie cachée a valu à Muhammad son surnom de al-Maktûm.
En 805, le calife donne l'ordre au gouverneur de Ray (Près de la ville de Téhéran actuelle), d'arrêter Muhammad ben Ismâ`il et de le lui envoyer à Bagdad. Celui-ci, nommé Ishâq ben al-`Abbâs, pratiquant secrètement l'ismaélisme n'obéit pas. Les espions du calife lui révélèrent que non seulement l'imam logeait chez le gouverneur mais que c'était de là que partaient les missionnaires (dâ`is).
Le gouverneur du Khorasan accablait ses sujets avec des impôts excessifs. Hârûn ar-Râshid prit la décision d'aller lui-même déposer ce gouverneur abusif et du même coup arrêter les ismaéliens. Le gouverneur et le calife se sont rencontrés à Ray. Par ses cadeaux au calife, le gouverneur du Khorasan revint en grâce, mais Ishâq ben al-`Abbas, gouverneur de Ray fut arrêté et torturé à mort sans qu'il révélât quoi que ce soit.
Muhammad ben Ismâ`il alla se réfugier chez un autre gouverneur ami des ismaéliens dans la région d'Hamadân où il eut une vie paisible. Surpris en prière à la mosquée par un agent des abbassides, Muhammad ben Ismâ`il dut s'enfuir plus au sud de l'Iran au Khûzestân. De là il s'enfuit à nouveau vers le Khorasan déguisé en marchand et il s'installa à Chapur (Shapur) dans la province du Fars.
Toujours poursuivi par les abbassides, Muhammad ben Ismâ`il est allé finalement se réfugier dans la vallée de la Ferghana (Au Nord-est de l'Ouzbékistan) au pied du Pamir. Il est mort en 813 et c'est son fils `Abd Allâh al-Wâfî qui lui succéda.

### `Abd Allah ben Muhammad ben Ismâ`îl (813-828)
`Abd Allah ben Muhammad ben Ismâ`îl
dit al-Wafî (fidèle; intègre)
ou ar-Radî (satisfait) est aussi connu sous le nom de Ahmad al-Wafî est né en 766. Son père était Muhammad ben Ismâ`îl et sa mère était une nièce de Ishâq ben al-`Abbas chez qui son père s'était réfugié à Ray. Il devint imam ismaélien en 813 à la mort de son père et jusqu'à sa mort en 828.

#### Biographie
La tradition raconte qu'Ahmad al-Wafî était connu comme commerçant en parfums et épices (`attar) à Nichapur dans le Khorasan en Iran.
Ahmad al-Wafî était représenté auprès des fidèles par son porte parole (Hujja) `Abd Allah ben Maymûn dont le père, Maymûn al-Qaddah, avait été le porte parole de son père. Ahmad al-Wafî était appelé comme son père par certains ismaéliens.
En 814 le nouveau calife abbasside Al-Mâ'mûn quitta Bagdad pour installer sa capitale dans le Khorasan. Ce début de règne semblait plus tolérant envers les chiites en général et les ismaéliens en particulier. À son retour à Bagdad son attitude changea totalement puisqu’il adopta la doctrine des mutazilites. Il devint alors un adversaire résolu des ismaéliens.

### Ahmad ben `Abd Allah (828-840)
Il faut distinguer cet imam ismaélien de son quasi-homonyme et contemporain le neuvième imam duodécimain Muhammad al-Jawâd surnommé lui aussi at-Taqîy (811-835)
Ahmad ben `Abd  Allah 
dit Muhammad at-Taqîy (le saint, le pieux),
ou Al-Wafî, ou Sahib ar-Rasâ'il (seigneur des épîtres). Il est né en 790. Il succéda à son père comme imam ismaélien en 828. Il est tué sur ordre du calife abbasside al-Mutasim en 840 à Ray (près de l'actuelle Téhéran) où il a été enterré.

#### Biographie
Muhammad at-Taqîy vécut clandestinement en exerçant une profession de commerçant à As-Salamîya en Syrie.
Son porte parole (Hujja) était `Abd Allah ben Maymûn dont le père, Maymûn al-Qaddah avait déjà été le porte parole de son père. Il restait en contact par des lettres ce qui lui valut le surnom de seigneur des épîtres.
Le calife Al-Mâ'mûn avait choisi de soutenir le mutazilisme ce qui en avait fait un ennemi des ismaéliens et de tous les courants mystiques. Cette répression dura encore sous les deux califes suivants Al-Mu'tasim (833 - 842)
et Al-Wathiq (842 - 847).

### Husayn ben Ahmad (840-881)
Husayn ben Ahmad ou Abû `Abd Allâh, surnommé az-Zakî (pur; vertueux), et appelé Husayn ar-Radî, ou ar-Radî `Abd Allah (satisfait; content), est né en 825. Il succéda à son père Muhammad at-Taqîy comme imam ismaélien en 840. Il est mort de maladie en 881.

#### Biographie
Son père, Muhammad at-Taqîy a été tué sur ordre du calife abbasside al-Mutasim en 840. Le calife quant à lui est mort en 842. Son successeur Al-Wathiq poursuivit la même politique religieuse en faveur du mutazilisme. Il faut attendre le calife suivant Al-Mutawakkil pour revenir à l'orthodoxie sunnite ce qui n'arrangeait pas grand-chose pour les ismaéliens. Az-Zakî a vu encore cinq califes passer sur le trône avant sa mort en 881 sous le calife Al-Mu`tamid.